# Portahypertension
Portahypertension, även kallat portal hypertension och portal hypertoni, är när trycket i vena portae är förhöjt. Detta kan bero på propp i vena porta, levercancer, levercirros eller propp i vena hepatica (Budd-Chiari). Ökat tryck i vena porta gör att blodet inte kan flyta där utan måste ta alternativa vägar. De alternativa vägarna är i matstrupen (esofagusvaricer), bredvid anus (hemorrojder) och i främre bukväggen (caput Medusae). Förstorad mjälte (splenomegali) och ascites är vanligt. Ofta görs ultraljudsundersökning med Doppler. Behandlingen går ut på att undvika blödning.